# Al Capone (Film)
Al Capone ist ein US-amerikanisches Biopic aus dem Jahr 1959. Es schildert Aufstieg und Fall des berüchtigten Chicagoer Mobsters Alphonse Gabriel „Al“ Capone, des sogenannten „Chicago Outfits“. Kommentiert wurde der Film von James Gregory.

## Handlung
Der Film beginnt im Jahr 1919, als Al Capone nach Chicago kommt und ein Gefolgsmann seines Jugendfreundes, dem respektierten Mafioso „Johnny“ Torrio wird.
Im Jahr 1920 beginnt die „Prohibition“ und Mafia-Banden gedeihen wie eh und je. Es herrscht ein Kampf um Einfluss in illegaler Produktion und Vertrieb von Alkohol. Der Chicagoer Unterwelt-Boss „Big Jim“ Colosimo ist alt geworden und Capone redet Torrio erfolgreich zu, ihn zu beseitigen und der neue Chef zu werden. Colosimo wird ermordet und Torrio übernimmt das Kommando über die Mafia-Organisation. Er legt in der Stadt Territorialgrenzen für die Banden fest; so zum Beispiel auch für die im Norden von Chicago operierende North Side Gang.
Später hat Capone seinen Hauptsitz im wenige Kilometer entfernten Cicero. Zu dieser Zeit entfacht ein Krieg zwischen den Schmuggler-Banden und Capone räumt mit der Zeit alle seine Feinde aus dem Weg. Inzwischen ist Sergeant Schaefer von der Chicagoer Polizei zum Hauptmann befördert worden und will Capone zur Strecke bringen.

## Hintergrund
Am 25. März 1959 wurde der von Allied Artists produzierte Film in den Vereinigten Staaten veröffentlicht und gewann bei den Laurel Awards in der Kategorie „Sleeper of the Year“.

### Synchronisation
Die deutsche Synchronfassung entstand bei der Rank Film Synchronproduktion, Hamburg. Erwin Bootz schrieb das Dialogbuch und Edgar Flatau führte Regie.
| Rolle              | Darsteller       | Synchronsprecher      |
| ------------------ | ---------------- | --------------------- |
| Al Capone          | Rod Steiger      | Werner Lieven         |
| Maureen Flannery   | Fay Spain        | Gisela Reißmann       |
| Sgt. Schaefler     | James Gregory    | Wolfgang Engels       |
| Mac Keeley         | Martin Balsam    | Klaus W. Krause       |
| Johnny Torrio      | Nehemiah Persoff | Heinz Engelmann       |
| Dean O’Banion      | Robert Gist      | Wolfgang Eichberger   |
| Hymie Weiss        | Lewis Charles    | Rudolf Fenner         |
| „Big Jim“ Colosimo | Joe De Santis    | Siegfried Schürenberg |
| Tony Genaro        | Al Ruscio        | Benno Gellenbeck      |
| Ben Hoffman        | Raikin Ben-Ari   | Joseph Offenbach      |

## Kritiken
„Inhaltlich wie viele andere Gangsterfilme, in Bild und Darstellung jedoch erheblich suggestiver.“